# Repinique
Il repinique è uno strumento musicale a percussione della famiglia dei Membranofoni con due membrane. È suonato con una mano e una baccheta ed è utilizzato soprattutto nel Samba.
Lo strumento è in metallo con membrane in nylon. Rispetto a un rullante il repinique ha diametro inferiore ma altezza maggiore. Viene usato con una tracolla attaccata ai meccanismi tendicordiera.